# Solsten
En solsten er den oldnordiske betegnelse for et instrument, sandsynligvis en krystal, der kunne bestemme solens nøjagtige position på himlen.
Oprindelsen til solstenen vides ikke, men den kendes fra vikingetiden, hvor den optræder flere gange i de gamle sagaer. I fortællingen om Rødulf ses det hvordan den bliver brugt, da den norske konge Olav den Hellige vil teste en af sine høvdinge, Sigurd Syrs, astronomiske evner:
| Citat | Da lod kongen se ud, og man kunde intet sted se skyfri himmel. Da bad han Sigurd sige, hvor solen stod. Han bestemte det nøjagtigt. Da lod kongen tage solstenen og holdt den op, og han så, hvor det strålede fra stenen, og det viste nøjagtigt det sted, som Sigurd havde udpeget. | Citat |
|       | |       |

Solstenen var en krystal, der rettes mod solen når den står lavt mod horisonten (fra højde +30° til -7°). I denne position bliver solens stråler nemlig polariseret af Jordens atmosfære. Ved at opfange disse polariserede stråler i et krystal af arten cordierit, vil denne krystal optræde som en analysator, der kan angive svingningsretningen af lysets stråler. Ved at holde solstenen mod lystrålen og dreje let vil lyset der går igennem krystallen skifte i intensitet. Den kraftigste vil fremkomme når man har krystallen vinkelret mod solens polariserede stråler, mens lyset helt vil forsvinde ved 90° drejning af krystallen fra denne retning, og det vil betyde at man da kan bestemme solens position. I perioden hvor solen er tæt på horisonten vil dette være omkring zenith hvilket letter observationen. Det er også nødvendigt at der er skyfrit i zenith, trods sagaens angivelse virker en solsten ikke hvis der er skyer i det præcise område hvor zenith befinder sig. Til gengæld kan man med brug af en solsten bestemme solens position med en +/- 5° nøjagtighed, hvilket er mere end tilstrækkeligt for et fartøj med så lav hastighed som et vikingeskib.
I moderne tid har lignende anordninger som "Sky Compasses" og "Twilight Compasses" været brugt ved flyvning i polarområderne. Her er det bare et kunstigt polaroid filter, der anvendes i stedet for en krystal.
Der er ikke fundet nogen solsten, men arkæologen og tidligere museumsinspektør ved Nationalmuseet Thorkild Ramskou fik i forbindelse med arbejdet på sin bog Solstenen fremstillet diverse solsten af forskellige krystaller for at efterprøve deres virkning., og han kom frem til at hvis solstenen bestod af krystal, ville det sandsynligvis dreje sig om cordierit, der blandt andet findes ved Kragerø i Oslofjorden.
Foruden solstenen havde de nordiske søfarere havde adskillige navigationsredskaber som pejlskiven og detaljerede tabeller over solens gang på himlen. Det er ikke klart hvor udbredt solstenen var som navigationsinstrument, men på grund af krystallets forholdsvis store sjældenhed er det sandsynligt, at det kun har været få forundt at kunne anvende en sådan. At det har været et kostbart instrument, der har været værd at passe på men som ikke alle forstod værdien af, viser følgende citat fra Gudmundursagaen:
| Citat | Der røvede de også mange og gode kostbarheder før de forlod stedet. Der omtales særlig to ting, som biskop Gudmund have givet Ravn. Det var en solsten og en sortbræmmet kvindekjortel med besætning. Men da de vilde tage den med, forekom det dem, at den kun var en sort las, og de kastede den fra sig. Men solstenen tog de med til stranden. Da forekom den dem at ligne enhver anden strandsten og de kastede den fra sig. Og da de var borte, genfandt man solstenen. | Citat |
|       | |       |